# دیوید جونز (بازیکن فوتبال، زاده ۱۹۱۰)
دیوید جونز (انگلیسی: David Jones؛ زادهٔ ۲۸ اکتبر ۱۹۱۰) بازیکن فوتبال اهل ولز است.
وی در تیم ملی فوتبال ولز بازی کرده است.